# Marco Grimani
Marco Grimani (Venezia, 1494 – Roma, luglio 1544) è stato un patriarca cattolico italiano, patriarca di Aquileia dal 1529 al 1533.

## Biografia
Marco, nipote del Doge Antonio Grimani e fratello di Vettor Grimani, fu eletto nel 1522 come Procuratore.
Nel 1529 fu nominato patriarca "eletto" di Aquileia, ma la sua autorità rimase sempre molto limitata perché suo fratello Marino Grimani si riservò il titolo di patriarca, con diritto di regresso, e l'esercizio delle funzioni patriarcali, compresa la collazione dei benefici ecclesiastici.
Fu legato pontificio in Scozia tra il 1543 ed il 1544.
Nel 1537 fu nominato Ammiraglio della porzione pontificia della flotta della Lega santa organizzata da Papa Paolo III assieme a Venezia, all'Imperatore Carlo V ed ai Cavalieri di Malta in funzione anti-ottomana. Con questa qualifica prese parte alla Battaglia di Prevesa.